# Haruki Yoshida (Fußballspieler, 2003)
Haruki Yoshida (japanisch 吉田 温紀 Yoshida Haruki; * 29. April 2003 in Suzuka, Präfektur Mie) ist ein japanischer Fußballspieler.

## Karriere
Haruki Yoshida erlernte das Fußballspielen in der Jugendmannschaft von Nagoya Grampus. Hier unterschrieb er am 1. Februar 2022 auch seinen ersten Vertrag. Der Verein aus Nagoya, einer Stadt in der Präfektur Aichi, spielte in der ersten japanischan Liga. Sein Erstligadebüt gab Haruki Yoshida am 6. Juli 2022 (20. Spieltag) im Auswärtsspiel gegen Kashiwa Reysol. Hier wurde er beim 1:0-Auswärtserfolg in der 90.+3 Minute für den verletzten Takuya Uchida eingewechselt. Am 2. November 2024 stand er mit Nagoya im Finale des J. League Cup. Das Finale gegen Albirex Niigata gewann man im Elfmeterschießen. Im Februar 2025 wechselte er auf Leihbasis zum Zweitligisten Ehime FC.

## Erfolge
Nagoya Grampus
- Japanischer Ligapokalsieger: 2024